# 十六茶
十六茶（日语：じゅうろくちゃ）是朝日飲料銷售的一種茶飲料。如同其名稱，十六茶使用了16種素材，不含有咖啡因。十六茶自1985年開始上市，在1993年開始由朝日飲料銷售，並成為人氣商品。

## 代工廠
- 台灣第一生化科技嘉義保健飲料廠

## 外部連結
- 十六茶 | Brands | シャンソン化粧品 （页面存档备份，存于）
- 十六茶｜アサヒ飲料 （页面存档备份，存于）
- アサヒ 十六茶｜商品情報｜アサヒ飲料 （页面存档备份，存于）
- 「十六茶」の歴史｜Asahi SOFT DRINKS History｜お楽しみ・プレゼント｜アサヒ飲料，存于